# Aiouea
Aiouea, biljni rod iz porodice lovorovki. Poastoji preko 70 vrsta grmova i drveća iz tropskih i planinskih šuma koje su raširene od Meksika do Argentine na jugu.
Tipična je vrsta tropsko drvo A. guianensis iz sve tri Gvajane, sjevernog Brazila i Trinidada.

## Vrste
1. Aiouea acarodomatifera Kosterm.
2. Aiouea alainii (C.K.Allen) R.Rohde
3. Aiouea amoena (Nees & Mart.) R.Rohde
4. Aiouea amplexicaulis (Schltdl. & Cham.) R.Rohde
5. Aiouea ampullacea Lorea-Hern.
6. Aiouea angulata Kosterm.
7. Aiouea areolata (Lundell) R.Rohde
8. Aiouea baitelloana (van der Werff & P.L.R.Moraes) van der Werff & P.L.R.Moraes
9. Aiouea benthamiana Mez
10. Aiouea bracteata Kosterm.
11. Aiouea bractefoliacea (Lorea-Hern.) R.Rohde
12. Aiouea breedlovei (Lundell) R.Rohde
13. Aiouea brenesii (Standl.) R.Rohde
14. Aiouea chavarriana (Hammel) R.Rohde
15. Aiouea chiapensis (Lundell) R.Rohde
16. Aiouea cinnamomoidea (Lorea-Hern.) R.Rohde & Lorea-Hern.
17. Aiouea dubia (Kunth) Mez
18. Aiouea effusa (Meisn.) R.Rohde & Rohwer
19. Aiouea elegans (van der Werff) Rohwer
20. Aiouea erythropus (Nees & Mart.) R.Rohde
21. Aiouea floccosa (van der Werff) R.Rohde
22. Aiouea formicaria (van der Werff & Lorea-Hern.) R.Rohde
23. Aiouea glaziovii (Mez) R.Rohde
24. Aiouea glossophylla (Lorea-Hern.) R.Rohde
25. Aiouea grandifolia van der Werff
26. Aiouea grisebachii (Lorea-Hern.) Rohwer
27. Aiouea guatemalensis (Lundell) Renner
28. Aiouea guianensis Aubl.
29. Aiouea hammeliana (W.C.Burger) R.Rohde
30. Aiouea hartmanii (I.M.Johnst.) R.Rohde
31. Aiouea hatschbachii (Vattimo-Gil) R.Rohde
32. Aiouea haussknechtii (Mez) R.Rohde
33. Aiouea heteranthera (Ruiz & Pav.) R.Rohde
34. Aiouea hirsuta Lorea-Hern.
35. Aiouea impressa (Meisn.) Kosterm.
36. Aiouea inconspicua van der Werff
37. Aiouea kruseana (O.Téllez & Villaseñor) R.Rohde
38. Aiouea laevis (Nees ex Mart.) Kosterm.
39. Aiouea lanigera (van der Werff) R.Rohde
40. Aiouea lehmannii (O.C.Schmidt) Renner
41. Aiouea leptophylla (Lorea-Hern.) R.Rohde
42. Aiouea longipes (I.M.Johnst.) R.Rohde
43. Aiouea longipetiolata van der Werff
44. Aiouea macedoana Vattimo-Gil
45. Aiouea maguireana (C.K.Allen) Renner
46. Aiouea maya Lorea-Hern.
47. Aiouea montana (Sw.) R.Rohde
48. Aiouea myristicoides Mez
49. Aiouea napoensis (van der Werff) R.Rohde
50. Aiouea neurophylla (Mez & Pittier) R.Rohde
51. Aiouea obscura van der Werff
52. Aiouea opaca van der Werff
53. Aiouea pachypoda (Nees) R.Rohde
54. Aiouea padiformis (Standl. & Steyerm.) R.Rohde
55. Aiouea palaciosii (van der Werff) R.Rohde
56. Aiouea paratriplinervis Lorea-Hern.
57. Aiouea parvissima (Lundell) Renner
58. Aiouea piauhyensis (Meisn.) Mez
59. Aiouea pittieri Rohwer
60. Aiouea pseudoglaziovii Lorea-Hern.
61. Aiouea rubrinervia Lorea-Hern.
62. Aiouea salicifolia (Nees) R.Rohde
63. Aiouea saligna Meisn.
64. Aiouea sellowiana (Nees & Mart.) R.Rohde
65. Aiouea stenophylla (Meisn.) R.Rohde
66. Aiouea subsessilis (Meisn.) R.Rohde
67. Aiouea taubertiana (Mez & Schwacke) R.Rohde
68. Aiouea tetragona (Meisn.) R.Rohde
69. Aiouea tomentella (Mez) Renner
70. Aiouea tomentosa (Meisn.) R.Rohde
71. Aiouea tonduzii (Mez) R.Rohde
72. Aiouea trinervis Meisn.
73. Aiouea uninervia Lorea-Hern.
74. Aiouea velveti (Lorea-Hern.) R.Rohde
75. Aiouea zapatae (Lorea-Hern.) R.Rohde